# Formulaire de mathématiques
Le Formulaire de mathématiques est une œuvre dirigée par Giuseppe Peano, et rédigée par celui-ci et ses collaborateurs, parmi ceux-ci Giovanni Vailati (en), Mario Pieri, Alessandro Padoa, Giovanni Vacca, Gino Fano, Cesare Burali-Forti, etc. Elle vise à exprimer de façon organisée les principales théories mathématiques dans la langue symbolique introduite par Peano à partir de 1888. La publication du Formulaire de mathématiques connut cinq éditions (avec des refontes et des enrichissements importants de l'une à l'autre) de 1895 à 1908. Une majeure partie du Formulaire est écrite en langue symbolique. Les textes d'accompagnement des quatre premières éditions sont en français. La cinquième et dernière a été publiée sous le nom de Formulario mathematico en latino sine flexione, le latin simplifié inventé par Peano pour servir de langue auxiliaire internationale.
La publication du Formulaire est précédée d'une introduction parue en 1894, toujours en français, sous le titre de Notations de logique mathématique où Peano présente les notations qu'il va utiliser pour le formulaire, et qu'il a déjà introduites dans des articles précédents.
Même si les propositions du formulaire ne sont pas directement lisibles par des mathématiciens ou logiciens contemporains sans un minimum d'apprentissage, certaines de ses notations ont toujours cours aujourd'hui, ou ont inspiré directement certaines des notations de la logique et des mathématiques actuelles.
Si l'œuvre de Peano suscita l'enthousiasme de certains de ses contemporains comme Bertrand Russell, celui-ci fut loin d'être général.
On trouve parfois le terme de pasigraphie pour la désigner. Selon Louis Couturat, le mathématicien italien ne le revendique pas. Celui-ci est employé à son propos par Ernst Schröder, « probablement dans une intention péjorative », et popularisé par les ouvrages de Henri Poincaré. La pasigraphie désigne une écriture dont l'ambition est d'être universelle. Couturat trouve plus approprié de parler d'idéographie. Pour Peano son langage symbolique est aussi un outil d'analyse : « Car les notations de logique ne sont pas seulement une tachigraphie pour représenter sous une forme abrégée les propositions de mathématiques ; elles sont un instrument puissant pour analyser les propositions et les théories ».

## Sommaire
La cinquième édition est divisée en huit parties:
1. Logique mathématique
2. Arithmétique
3. Algèbre
4. Géométrie
5. Limites
6. Calcul différentiel
7. Calcul intégral
8. Applications à la géométrie et compléments